# Электрический мальчик
Электрический мальчик (англ. The Electric Boy) — десятый эпизод американского документального телевизионного шоу «Космос: пространство и время». Премьера эпизода состоялась 11 мая 2014 года на телеканале Fox, а 12 мая 2014 года — на телеканале National Geographic Channel. В качестве режиссёра эпизода выступил Билл Поуп, сценарий был написан Энн Друян и Стивеном Сотером. В центре повествование находятся электромагнитное поле Земли и исследования Майкла Фарадея, которые открыли путь к высоким технологиям современных коммуникаций.
Эпизод посмотрело 3,46 миллиона зрителей. Рейтинг в возрастной категории 18-49 составил 1,1/3.

## Сюжет
Тайсон начинает с утверждения, что ещё Исаак Ньютон высказывал предположение, что, кроме гравитации, должна существовать ещё одна неизвестная сила природы. Рассказ продолжается в виде биографии Майкла Фарадея, который, будучи бедного происхождения, заинтересовался изучением электричества после того, как прочитал о нём в книгах и прослушал лекции Гемфри Дэви в Лондонском королевском обществе. Дэви взял Фарадея себе в ассистенты, прочитав его конспекты, написанные во время лекций.
На основе открытых Хансом Кристианом Эрстедом электромагнитных явлениях Гемфри Дэви и химик Уильям Хайд Волластон совершили несколько неудачных попыток по преобразованию электричества в движение; Фарадей, наблюдая за ними, создал собственное устройство, ставшее первым в мире электромотором. Позавидовав своему помощнику, Дэви отправляет Фарадея в стеклодувную мастерскую, чтобы тот раскрыл секрет знаменитого баварского стекла. Долгое время неустанно трудясь над этой задачей, Фарадей не достиг каких-либо результатов, так как секрет баварского стекла известен только его изготовителям и не может быть раскрыт. Только после смерти Дэви Фарадей вернулся в Лондонское королевское общество, но ещё до этого он учредил Рождественские лекции Королевского института, на которых преподавал науку детям. Также Фарадей продемонстрировал научному сообществу первый в мире электрический генератор, представляющий собой спираль из провода, внутри которой движется магнит (заряд возникает только тогда, когда магнит движется).
Тайсон продолжил рассказ, раскрыв, что вскоре Фарадей начал страдать неизвестной болезнью, из-за которой учёный терял способность ясно выражать свои мысли. Несмотря на это, ему удалось сделать ещё одно открытие — при помощи магнита, бумаги и железных опилок Фарадей установил, что вокруг магнита имеются невидимые линии, и выдвинул гипотезу, что с этими линиями могут быть связаны также и световые волны. Стремясь проверить эту гипотезу, он провел эксперимент, в котором использовал кусок бракованного баварского стекла, который отлил когда работал в стеклодувной мастерской, (диэлектрический материал) и при помощи электричества вызвал поляризацию света, проходящего через этот кусок — это явление впоследствии назовут эффектом Фарадея. Фарадей также утверждал, что невидимые силовые линии имеются и вокруг планеты; твёрдое железное внутреннее ядро при своем вращении создает невидимые силовые линии, которые впоследствии назовут магнитным полем Земли; тот же принцип лежал и в основе вращения планет вокруг Солнца. Эти утверждения первоначально не были приняты научным сообществом, так как Фарадей не предоставил математических формул, подтверждающих его гипотезы. Позже молодой Джеймс Клерк Максвелл, узнав об утверждениях Фарадея, произведёт все необходимые расчеты, — представив формулы, впоследствии ставшие известными как уравнения Максвелла — таким образом подтвердив гипотезы. Совместные усилия Фарадея и Максвелла заложили основы науки, знания в области которой используются при создании современных телекоммуникаций.

## Рейтинг
Премьеру эпизода в прямом эфире на канале Fox посмотрело 3,46 миллиона зрителей. При этом рейтинг эпизода в возрастной категории 18-49 составил 1,1/3. В результате эпизод занял третье и последнее место среди эпизодов своего таймблока, уступив эпизодам телесериалов «Хорошая жена» и «Ребёнок Розмари», и одиннадцатое место среди пятнадцати премьер той же ночи.